# Amphinemura coreana
Amphinemura coreana är en bäcksländeart som beskrevs av Peter Zwick 1973. Amphinemura coreana ingår i släktet Amphinemura och familjen kryssbäcksländor. Inga underarter finns listade i Catalogue of Life.